# 2MASS J04455387-3048204
2MASS J04455387-3048204 ist ein Ultrakühler Zwerg im Sternbild Grabstichel. Er wurde 2003 von Kelle L. Cruz et al. entdeckt. Er gehört der Spektralklasse L2 an.